# Alvar Aalto
Alvar Hugo Henrik Aalto (Kuortane, 3. veljače 1898. – Helsinki, 11. svibnja 1976.), bio je vodeći finski arhitekt, urbanist i dizajner, glasovit i priznat u cijelom svijetu.
Bio je profesor na Tehničkom institutu u Cambridgeu, Massachusetts (SAD). Jedan je od pionira moderne arhitekture koji je primjenjivao prirodne materijale u skladu s tradicijom svoje zemlje i u duhu organičke arhitekture. 

## Životopis
Aalto je od 1916. – 21. godine studirao arhitekturu na Tehničkom sveučilištu u Helsinkiju; od 2010. poznato kao „Sveučilište Aalto”. Godine 1923., poslije studijskog proputovanja po Europi, Aalto je otvorio vlastiti arhitektonski ured u gradu Jyväskylä koji je 1927. godine premestio u Turku. Godine 1928. postao je član „CIAM-a“ (Congrès Internationaux d'Architecture Moderne), međunarodnog udruženja modernih arhitekata koji su se zalagali za funkcionalističku arhitekturu iz koje je nastao internacionalni stil.
Bio je pod utjecajem ideja njemačkog Deutscher Werkbunda koji je objedinjavao napredne umjetnike i arhitekte u Njemačkoj, te ideja umjetničke škole Waltera Gropiusa i Ludwiga Miesa van der Rohea, Bauhausa. Njegovi napori su bili usmjereni u duhu organičke arhitekture, usko povezani s idejama spajanja građevine s njezinim okolišem, čija je načela formulirao Frank Lloyd Wright.
Godine 1933., postao je profesor za arhitekturu na Tehničkom institutu u Cambridgeu, Massachusetts. Tu je surađivao na izradi oko 200 projekata od kojih je polovica izvedena.
Aalto je bio oženjen s Ainom Marisio koja je 1949. godine preminula, nakon čega se ponovo oženio mladom Elissom Makienemi. Obje njegove žene su s njim crtale sve njegove projekte.

## Djela
Alvar H. Aalto je u modernu arhitekturu unio organičke oblike te prirodne materijale, kao i načelo humaniziranih dimenzija stanovanja. Projektirao je između ostalog finski paviljon za Svjetsku izložbu u Parizu (1937.) i New Yorku (1939.), studentski dom Baker u Cambridgeu (1947. – 48.), glavni kompleks zgrada s koncertnom i kongresnom dvoranom Finlandia u Helsinkiju (1962. – 71.) i dr.
U urbanističkim kompleksima zalaže se za manje stambene jedinice u zelenilu, povezane logikom prirodnih zakona. Takva naselja je ostvario: stambena naselja i industrijske zone u Suni, grad centar Rovaniemija.
U industrijskom dizajnu (prije svega oblikovanje namještaja i uporabnih predmeta od stakla) primjenjuje zaobljene oblike po kojima finski dizajn postaje prepoznatljiv u svijetu. Njegov relativno najpoznatiji komad dizajna je „Aalto-vaza“ ili „Vaza Savoy” (1936.).
- Dom kulture u Helsinkiju (Dvorana Finlandia), 1971., Helsinki, Finska
- Gradska vijećnica u Säynatsalou, Finska (1949.-52.)
- Centar Alvar Aalto, Östermyra, Finska
- Zgrada Baker, MIT, Cambridge, Massachusetts
- Aalto-Musiktheater Essen, Essen, Njemačka

### Ostali znameniti radovi
- 1927. – 45. - Općinska knjižnica u Viipuri (danas Viborg u Rusiji)
- 1928. – 29. - Sanatorij u Paimiou
- 1931. - Sveučilišni bolnički centar u Zagrebu
- 1936. – 38. - Tvornički objekti Oulu i Sunili, Kotka (Finska)
- 1937. – 39. - Izložbeni paviljoni u Parizu i New Yorku,
- 1949. – 66. - Politehnički institut u Otanieniju, Espoo pokraj Helsinkija
- Kazalište u Turku
- 1962. - Aalto-spratnica (stambena zgrada) u Bremenu, Njemačka
- 1962. - Kulturni centar u Leverkusenu
- 1968. – 72. - Muzej moderne umjetnosti KUNSTEN u Aalborgu, Švedska
- 1959. – 88. - Projektirao je i počeo s izgradnjom Aalto kazališta, zgrade opere u Essenu koja je završena poslije njegove smrti

## Poveznice
- Finska umjetnost
- Arhitektura 20. stoljeća

## Vanjske poveznice
- Biografija Alvara Aaltoa
- Zaklada Alvar Aalto